# The Bad Fire
The Bad Fire – jedenasty album studyjny szkockiego zespołu Mogwai, wydany 24 stycznia 2025 roku.
31 stycznia zajął 1. miejsce na Scottish Albums Chart.

## Album

### Historia
18 września 2024 roku Mogwai udostępnił nowy singiel „God Gets You Back”, zwiastujący jego pierwszy od dwóch lat nowy materiał muzyczny, zawierający tekst napisany przez siedmioletnią córkę gitarzysty Barry’ego Burnsa po tym, jak doświadczył on niemocy twórczej. Pod koniec października zespół potwierdził, że jego kolejny album będzie zatytułowany The Bad Fire (szkockie, potoczne określenie piekła) i trafi do sprzedaży 24 stycznia 2025 roku za pośrednictwem wytwórni Rock Action Records. Wydawnictwo pomyślane było jako kontynuacja albumu As the Love Continues, po wydaniu którego, jak zwierzył się zespół: „kolejne lata były dla nas trudne. Poradziliśmy sobie z wieloma stratami, a w przypadku Barry’ego z poważną chorobą rodzinną jednej z jego córek. Powrót do siebie, aby napisać i nagrać tę płytę, był jak schronienie, a dzięki Johnowi Congletonowi czujemy, że stworzyliśmy coś wyjątkowego”. Wraz z zapowiedzią albumu muzycy udostępnili również nowy singiel, „Lion Rumpus”, drugi po wydanym nieco wcześniej „God Gets You Back”.
7 stycznia 2025 roku zespół opublikował kolejny singiel z nadchodzącego albumu, „Fanzine Made Of Flesh”. Stuart Braithwaite stwierdził, że utwór napisał jesienią 2023 roku w Brooklynie, kiedy przebywał w domu Alexa Kapranosa (członka Franz Ferdinand), dodając: „W mojej głowie brzmi on jak skrzyżowanie ABBA, Swervedriver i Kraftwerk”.

### Wydania
Album został wydany 24 stycznia 2025 roku jednocześnie w Wielkiej Brytanii i Europie oraz w USA jako LP i digital download. Tego samego dnia został udostępniony w serwisach streamingowych, między innymi w Spotify i Apple Music.

### Lista utworów

#### Podwójny LP
Lista na podstawie Discogs:
| 1. | God Gets You Back         |  |
|    |                           |  |
| 2. | Hi Chaos                  |  |
|    |                           |  |
| 3. | What Kind Of Mix Is This? |  |
|    |                           |  |
| 4. | Fanzine Made Of Flesh     |  |
|    |                           |  |

| 1. | Pale Vegan                                                    |  |
|    |                                                               |  |
| 2. | Hip Pain                                                      |  |
|    |                                                               |  |
| 3. | If You Find This World Bad, You Should See Some Of The Others |  |
|    |                                                               |  |
| 4. | 18 Volcanoes                                                  |  |
|    |                                                               |  |

| 1. | Hammer Room |  |
|    |             |  |
| 2. | Lion Rumpus |  |
|    |             |  |
| 3. | Fact Boy    |  |
|    |             |  |

| 1.  | God Gets You Back                                             | 6:40  |
|     |                                                               |       |
| 2.  | Hi Chaos                                                      | 5:24  |
|     |                                                               |       |
| 3.  | What Kind Of Mix Is This?                                     | 4:11  |
|     |                                                               |       |
| 4.  | Fanzine Made Of Flesh                                         | 4:34  |
|     |                                                               |       |
| 5.  | Pale Vegan Hip Pain                                           | 4:24  |
|     |                                                               |       |
| 6.  | If You Find This World Bad, You Should See Some Of The Others | 7:22  |
|     |                                                               |       |
| 7.  | 18 Volcanoes                                                  | 6:18  |
|     |                                                               |       |
| 8.  | Hammer Room                                                   | 5:16  |
|     |                                                               |       |
| 9.  | Lion Rumpus                                                   | 3:33  |
|     |                                                               |       |
| 10. | Fact Boy                                                      | 7:02  |
|     |                                                               |       |
|     |                                                               | 54:44 |
|     |                                                               |       |

## Odbiór

### Opinie krytyków
| Oceny łączne           | Oceny łączne |
| Publikacja             | Ocena        |
| ---------------------- | ------------ |
| Album of the Year      | 82/100       |
| AnyDecentMusic?        | 8.1/10       |
| Metacritic             | 82/100       |
| Recenzje               |              |
| Publikacja             | Ocena        |
| AllMusic               | [ 11 ]       |
| Beats Per Minute       | 80%          |
| Clash                  | 8/10         |
| DIY                    | [ 14 ]       |
| Far Out Magazine       | [ 15 ]       |
| The Guardian           | [ 16 ]       |
| The Irish Times        | [ 17 ]       |
| Kerrang!               | 4/5          |
| laut.de                | [ 19 ]       |
| Mojo                   | [ 20 ]       |
| Northern Transmissions | 6.5/10       |
| The Observer           | [ 22 ]       |
| Overblown              | 8.0/10       |
| Pitchfork              | 7.4/10       |
| PopMatters             | 7/10         |
| Rolling Stone          | [ 26 ]       |
| The Skinny             | [ 27 ]       |
| Spectrum Culture       | 82%          |
| Spill Magazine         | [ 29 ]       |
| The Telegraph          | [ 30 ]       |
| Uncut                  | 8/10         |
| Under the Radar        | 8/10         |

Album otrzymał w dniu publikacji średnią ocenę 82 na 100 na podstawie 18 recenzji krytycznych w zestawieniu Album of the Year, 8.1 na 10 na podstawie 16 recenzji w zestawieniu AnyDecentMusic? oraz 82 na 100 na podstawie 10 recenzji w podsumowaniu Metacritic.
Adam Turner-Heffer z The Skinny dał albumowi maksymalną notę stwierdzając: „Ogólnie rzecz biorąc, The Bad Fire udowadnia, że ta legendarna grupa może nadal tworzyć poruszające, inteligentne i istotne dzieła, nawet gdy rozpoczynają jej czwartą dekadę. Jak dowiódł jej inspirowany lockdownem sukces, Mogwai pozostają światłem przewodnim w mrocznych, niespokojnych czasach”.
Dale Maplethorpe z Far Out Magazine zauważa, że: trzydzieści lat po swoim powstaniu Mogwai „stworzył kilka ekscytujących muzycznych umysłów, które są wystarczająco pewne siebie, aby powiedzieć „nie” konwencjom i tworzyć w dowolnych granicach, które sami sobie wyznaczą. To daje nam takie albumy jak The Bad Fire, które bawią się tematycznie, nie powstrzymując się od oszałamiających efektów i struktury, i są radością słuchania od początku do końca. (...) Ten wielowarstwowy, odurzający kawałek muzyki jest jednym z najłatwiejszych albumów, w których można się zgubić, i jest to coś, z czego nie będziesz chciał wyjść”.
Ljubinko Zivkovic ze Spill Magazine oceniając album stwierdza, że „po 30 latach na scenie muzycznej nie można nazwać szkockich gigantów Mogwai rzeczywiście produktywnymi, ponieważ wydali tylko 11 albumów, w tym ten nowy, zatytułowany The Bad Fire”, ale są – w jego opinii – trzy istotne cechy twórczości zespołu: koncentruje się on „na jakości, a nie na ilości”, „wybiera elementy i nuty z dowolnego miejsca” tworząc wyłącznie swoją własną muzykę i „idzie pod prąd tego, co jest obecnie popularne”. Podobną opinię wyraża Charlie Brock z magazynu Overblown: „The Bad Fire to kontynuacja dążenia Mogwai do twórczej spójności. Tworzą dokładnie to, co chcą tworzyć, na swój własny, niezmienny sposób.
Zdaniem Heather Phares z AllMusic Mogwai kontynuuje na swoim najnowszym albumie styl podobny do tego z As the Love Continues. The Bad Fire jest – w jej opinii – kolejnym albumem, który „destyluje historię ich [Mogwai] eksperymentów w niezwykle przystępną całość”. „Być może jest to album na mniejszą skalę niż As the Love Continues, ale The Bad Fire to brzmienie zespołu, który wciąż tworzy żywą muzykę 30 lat po swoim założeniu” – konstatuje recenzentka. Również Alexis Petridis z dziennika The Guardian zauważa zbieżność wydania albumu z 30. rocznicą istnienia zespołu. The Bad Fire to – według niego – „bogata, otulająca rozkosz, głęboko ponura sytuacja zamieniona w muzykę, która jest pełna wdzięku, uderzająca, a nawet optymistyczna”.
„Na swoim 11. albumie długoletni post-rockowcy otwierają rozbrajające, podnoszące na duchu nowe wymiary swojego brzmienia, nie zbaczając zbytnio ze znanych ścieżek” – ocenia Stuart Berman z Pitchforka. W jego opinii „The Bad Fire udowadnia, że ten zespół weteranów wciąż potrafi rozbroić, otwierając zaskakujące nowe wymiary swojego brzmienia”. Według Toma Doyle’a z miesięcznika Mojo „nazwanie tego albumu dojrzałym byłoby odebraniem Mogwai jego wiecznie młodzieńczego ducha, ale z pewnością osiąga on kunsztowny, dostrzegalny wdzięk”.
Na „The Bad Fire Mogwai czyściec nigdy nie brzmiał tak dobrze” – przekonuje Kory Grow z magazynu Rolling Stone dodając: „szkoccy minimaliści rockowi cisną jeszcze mocniej na jednym ze swoich najbardziej emocjonalnych albumów”.

### Listy tygodniowe
| Kraj            | Lista                       | Pozycja |
| --------------- | --------------------------- | ------- |
| Austria         | Austrian Charts             | 47      |
| Belgia          | Ultratop (Flandria)         | 22      |
| Belgia          | Ultratop (Walonia)          | 32      |
| Chorwacja       | toplista                    | 37      |
| Francja         | Top albums                  | 72      |
| Niemcy          | Offizielle Deutsche Charts  | 16      |
| Szkocja         | Scottish Albums Chart       | 1       |
| Szwajcaria      | Schweizer Hitparade         | 16      |
| Wielka Brytania | UK Albums Chart             | 5       |
| Wielka Brytania | UK Independent Albums Chart | 2       |